# Оперативно-аналитический центр при Президенте Республики Беларусь
Оперативно-аналитический центр при Президенте Республики Беларусь (ОАЦ) (бел. Аператыўна-аналітычны цэнтр пры Прэзідэнце Рэспублікі Беларусь) — государственный орган, осуществляющий регулирование деятельности по обеспечению защиты информации, содержащей сведения, составляющие государственные секреты Республики Беларусь или иные сведения, охраняемые в соответствии с законодательством, от утечки по техническим каналам, несанкционированных и непреднамеренных воздействий.
Является:
- администратором домена BY[2]
- независимым регулятором в сфере информационно-коммуникационных технологий[3]

Госорганы и организации должны реагировать на обращения из ОАЦ в недельный срок
Имеет документы о регистрации РУП «Национальный центр обмена трафиком» (НЦОТ) (регистрация 15 ноября 2010 года), которое:
- имеет право на пропуск международного интернет-трафика
- курирует единую республиканскую сеть передачи данных — ЕРСПД
- призвано объединить «гражданские» сети передачи данных в стране[6]

## Деятельность
Осуществляется на основе положений Конституции Республики Беларусь, законодательных актов Республики Беларусь.

## История
18 декабря 1973 года для организации и проведения работ по защите информации инженерно-техническими методами в военно-промышленном комплексе была создана Государственная техническая комиссия СССР с центральным аппаратом в Москве и региональными подразделениями центрального подчинения. В июле 1979 года образована Минская региональная инспекция комплексного технического контроля, на базе которой в августе 1989 года был создан Минский специальный центр Гостехкомиссии СССР.
12 января 1993 года решением Кабинета Министров Республики Беларусь на базе бывшего Минского специального центра Гостехкомиссии СССР был создан Государственный центр безопасности информации (ГЦБИ) при Министерстве обороны Республики Беларусь с целью обеспечения защиты охраняемых сведений инженерно-техническими методами в органах государственного управления и иных организациях в ходе исследований, разработок, производства и эксплуатации вооружения, военной техники, автоматизированных систем управления, электронных вычислительных машин, используемых в интересах обороны и безопасности государства.
В октябре 1994 года Указом Президента Республики Беларусь ГЦБИ при Министерстве обороны Республики Беларусь был преобразован в ГЦБИ при Совете Безопасности Республики Беларусь. 28 ноября 2000 года ГЦБИ при Совете Безопасности Республики Беларусь был преобразован в ГЦБИ при Президенте Республики Беларусь.
21 апреля 2008 года на базе ГЦБИ при Президенте Республики Беларусь создан Оперативно-аналитический центр при Президенте Республики Беларусь. Непосредственное руководство ОАЦ осуществляет его начальник, назначаемый и освобождаемый от должности Президентом Республики Беларусь. ОАЦ комплектуется военнослужащими путем подбора и откомандирования в ОАЦ из Вооруженных Сил, иных воинских формирований Республики Беларусь, а также гражданским персоналом путем заключения контрактов.

## Руководство

### Начальники центра
- Вакульчик, Валерий Павлович (май 2008 — 24 октября 2011)
- Шпегун, Сергей Васильевич (24 октября 2011 — 13 октября 2017)
- Шахраев, Дмитрий Васильевич (и.о) (октябрь — декабрь 2017)
- Павлюченко, Андрей Юрьевич (с 11 декабря 2017)

### Заместители начальника центра
- Жерносек Сергей Васильевич
- Криштапович, Лев Евстафьевич (2008—2014)